# Goerz
Goerz est une société allemande fondée en 1886 par Carl Paul Goerz fabricant des appareils photographiques et des objectifs.
En 1926, la branche allemande de Goerz fusionna avec ICA, Contessa-Nettel et Ernemann pour former Zeiss Ikon.
L'entreprise s'est spécialisée dans la fourniture de matériel d'optique auprès de plusieurs armées européennes.

## Curiosité
Le philosophe André Gorz a choisi pour pseudonyme la marque de jumelles de l'armée autrichienne "Goerz" léguées par son père en croyant, à tort, qu'elle dérivait de la ville frontalière italo-slovène "Görz" (Gorizia).

### Bibliographie

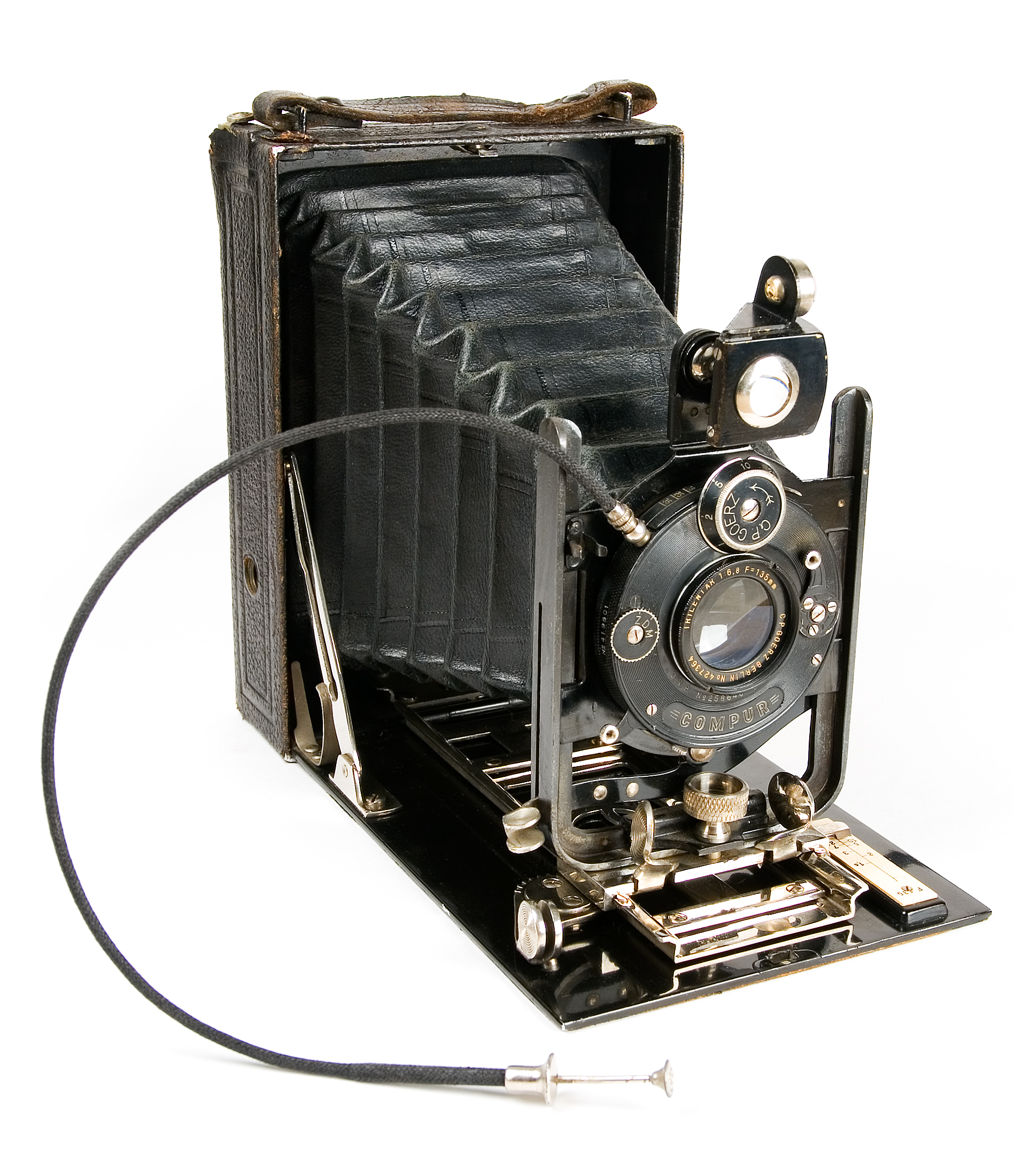
C.P.Goerz Taro-Tenax 9×12.